# Yutel
Yutel fue un canal de televisión informativo de carácter panyugoslavo, que emitió desde el 23 de octubre de 1990 hasta el 11 de mayo de 1992. Su sede se encontraba en Sarajevo (Bosnia y Herzegovina).
El canal nació por iniciativa del entonces primer ministro de la República Federal Socialista de Yugoslavia, Ante Marković, para crear un canal informativo federal e independiente, que emitiera en las distintas televisiones que conformaban la Radio Televisión Yugoslava. Para ello invirtió dinero en su puesta en marcha. Su línea editorial era panyugoslava, en contraste con el enfoque nacionalista que habían adoptado las cadenas de las distintas repúblicas meses antes de la disolución de Yugoslavia. La plantilla estaba formada por 16 periodistas, con Goran Milić como jefe de informativos y Bato Tomašević como director general.
De las seis repúblicas socialistas que formaban Yugoslavia, sólo Bosnia y Herzegovina apoyó los informativos de Yutel, además de cederle las instalaciones de radiotelevisión Sarajevo para que pudieran trabajar. Croacia y Serbia, que reunían a dos tercios de la población, le negaron su apoyo e incluso lo boicotearon, mientras que el resto —Eslovenia, Macedonia y Montenegro— lo emitían en horarios irregulares y tampoco mostraron su apoyo explícito. En el caso de Serbia, gobernada por Slobodan Milošević, se llegó incluso a destruir unos repetidores que la cadena había instalado en Voivodina.
Yutel cubrió los primeros conflictos balcánicos y el principio de la desintegración yugoslava. Durante el breve tiempo que existió, desarrolló una línea editorial antibelicista, contraria al nacionalismo, y apoyó actos por el mantenimiento de la paz en la zona. En su último mes de vida, cubrió el inicio de la Guerra de Bosnia y distribuyó para todo el mundo imágenes de las manifestaciones del 5 de abril, que marcaron el inicio del Sitio de Sarajevo. El 11 de mayo de 1992, las fuerzas del Ejército Popular Yugoslavo localizaron y destruyeron los repetidores de Yutel en el monte Vlašić, lo que supuso su desaparición.